# 饒欽
饒欽（1416年—？），字克恭，直隸徽州府祁門縣胥山人，明朝政治人物。

## 生平
景泰元年（1450年）庚午科應天鄉試第一百名舉人，天順四年（1460年）中式庚辰科第五十八名，三甲第五十一名進士。授戶部陝西司主事，改南京戶部主事，出為澂江府知府，不受路南州土官賄賂，覲歸不仕，有清名。

## 家族
曾祖饒春壽；祖父饒均亮；父饒友善。